# كارميلا (مصارعة)
ليا فان دايل (من مواليد 23 أكتوبر 1987) هي مصارعة أمريكية محترفة، موقعة حاليا مع دبليو دبليو إي تحت اسم كارميلا، وهي مسجلة حالياً في بطولة النساء سماكداون دبليو دبليو إي.
في يونيو 2013، وقعت فان دايل عقدا مع دبليو دبليو إي، في أورلاندو، فلوريدا. في أكتوبر 2014، انضمت إلى انزو أموري وكولين كاسادي ‏، وبذلك أصبحت أيضا مديره اعمالهم. في يوليو عام 2016، صعدت الي العروض الرئيسية في القسم سماكداون. في يونيو 2017، أصبحت كارميلا هي الفائزة في مباراة السلم الافتتاحية ماني إن ذا بانك. في أبريل 2018، أصبحت أول امرأة في تاريخ دبليو دبليو إي تنجح في الاستفادة من فرصة عرض ماني إن ذا بانك، عندما هزمت شارلوت فلير لتفوز ببطولة بطولة سماكداون دبليو دبليو إي للسيدات. في عام 2019، فازت كارميلا بكل من المعركة الملكية للسيدات في ريستليمانيا ‏ وبطولة دبليو دبليو إي 24/7 ‏. في نوفمبر 2021، بعد أن تم تجنيدها في دبليو دبليو إي راو كجزء من مسودة 2021 ‏، شكلت كارميلا تحالفًا مع الملكة زيلينا واستمر الاثنان في الفوز ببطولة دبليو دبليو إي للفرق الزوجية للسيدات ‏.

## النشأة
كبرت ونشأت فان دايل في سبنسر،بلدة صغيرة خارج بوسطن، ماساشوستس. حضرت في جامعة رود آيلاند، ونقلت لاحقا إلى جامعة ماساتشوستس في دارتموث، حيث أنها تخرج مع درجة البكالوريوس في التسويق. بعد تخرجه، أصبحت المشجع لنيو انغلاند الوطنيين لمدة ثلاثة مواسم واتنتهي في عام 2010. انها بنجاح اختبارا لفريق الرقص لوس انجليس، يبدو وكأنه من الفترة 2010-2011.

## احتراف المصارعة

### دبليو دبليو إي

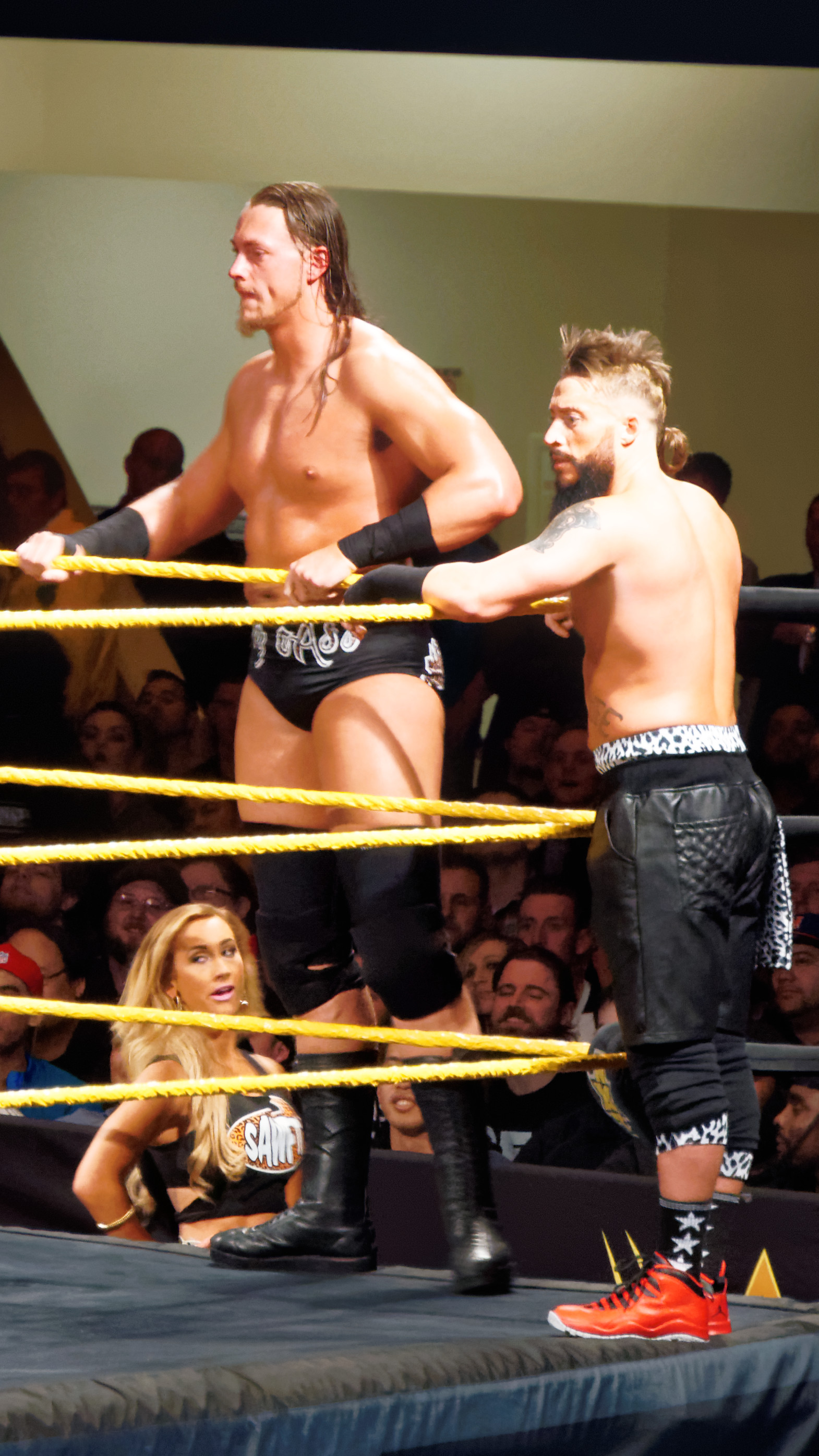
كارميلا مع انزو و كاس

في يونيو 2013، وقعت كارميلا عقدا مع دبليو دبليو إي وقد ضمدها الشركة الي عرض المواهب إن إكس تي في أواخر سبتمبر. وفي ديسمبر كانون الأول أعلنت أن اسمها الجديد هو كارميلا.
جعلت كارميلا ظهورها لأول مرة في 4 سبتمبر 2014، حلقة من إن إكس تي، وتصوير لتصفيف الشعر في مقطع مع انزو أموري وكولين كاسادي. بعد أسبوعين في إن إكس تي، ظهرت كارميلا في مقطع آخر مع أموري وكاسادي في مركز الأداء دبليو دبليو إي، معلنا أنها فقدت وظيفتها لتصفيف الشعر بسبب أموري وكاسادي، وسأل عن وظيفة في إن إكس تي. وظهرت لأول مرة في الحلبة في حلقة 16 أكتوبر من إن إكس تي، في العروض المحلية مع أموري وكاسادي يطلق عليها اسم السروال الأزرق.

### القسم سماكداون (2016-الوقت الحاضر)

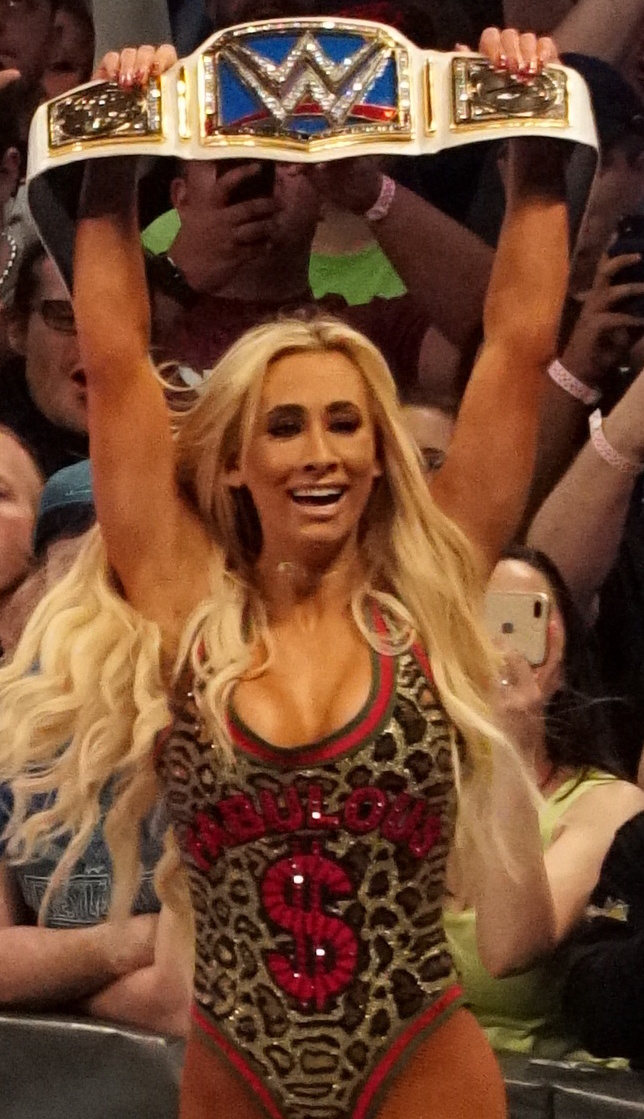
كارميلا بطلة سماك داون للنساء

## البطولات والانجازات
- سيدة ماني إن ذا بانك النسائية
- بطولة سيدات سماك داون
- ملكة الحلبة 2021

## الحياة الشخصية
كارميلا كانت مدربة اللياقة البدنية المعتمدة ومدرب شخصي، وأيضا لديه خلفية في الرقص. وهي ابنة بول فان دايل، وهو مصارع محترف سابق كان يعمل سمسار لدي دبليو دبليو إي في التسعينات وأيضا تصارع بشكل مستقل. وكانت شخصيات المصارعة المفضلة لديها هي المصارعة المفضلة لها عندما كانت صغيرة كانت الآنسة إليزابيث وتريش ستراتوس

## وصلات خارجية
- كارميلا على موقع IMDb (الإنجليزية)
- كارميلا على موقع دبليو دبليو إي (الإنجليزية)
- كارميلا على موقع CageMatch worker (الإنجليزية)
- كارميلا على موقع قاعدة بيانات المصارعة على الإنترنت (الإنجليزية)
- كارميلا على موقع عالم المصارعة على الإنترنت (الإنجليزية)
- ـ down\carmella/ كارميلا في موقع دبليو دبليو إي